# HP Zimmer
HP Zimmer (eigentlich Hans Peter Zimmer; * 23. Oktober 1936 in Berlin; † 5. September 1992 in Soltau) war ein deutscher Maler und Bildhauer.

## Leben
Zimmer wurde schon früh durch seinen Onkel, den Sammler Otto Ralfs, an Kunst herangeführt. Er studierte 1956 und 1957 an der Hochschule für bildende Künste Hamburg bei Professor Kranz und Professor Johannes Itten und ging anschließend an die Akademie der Bildenden Künste nach München (1957 bis 1960) zu Erich Glette.
1958 gründete er mit den Malern Helmut Sturm und Heimrad Prem sowie dem Bildhauer Lothar Fischer in München die Künstlergruppe SPUR. 1958 erschien das erste SPUR-Manifest und die SPUR-Grafikmappe mit 12 Radierungen der Künstler und Texten von Asger Jorn, Hans Platschek und Conrad Westphal. Die Gruppe SPUR war von 1959 bis 1962 Mitglied der „Situationistischen Internationale“, einer kulturpolitischen Bewegung von Architekten, Filmern, Künstlern und Schriftstellern.
Die Gruppe gab 1962 das SPUR-Buch heraus, in welchem die SPUR-Zeitschriften Nr. 1 bis 7 abgedruckt sind. Gemeinsame Projekte der Gruppe SPUR mit der Münchner Künstlergruppe „Wir“ folgten. Es folgte ein Zusammenschluss unter dem Namen „Geflecht“, der sich mit den beginnenden Studentenbewegungen 1968 jedoch wieder auflöste. Drei Gemeinschaftsarbeiten 1963 entstanden in Folge, an denen Zimmer beteiligt war: Der SPUR-Bau für die Biennale Paris, das Wandbild „Canal Grande Crescente“ im Palazzo Grassi Venedig und die Ausmalung eines Landhauses bei München.
Zimmer machte auf Reisen durch Italien die Bekanntschaft mit Enrico Baj, Jean Dubuffet, Emilio Vedova und Graham Sutherland. Der Künstler zog sich 1967 aus allen Gruppen zurück. Er malte ein Jahr lang gar nicht.
Zimmer zog 1973 von München nach Aschau im Chiemgau. 1982 erhielt er einen Ruf auf eine Professur für Malerei an die Hochschule für Bildende Künste Braunschweig. Zimmers Autobiografie erschien 1984 unter dem Titel „Selbstgespräch“. Er gründete 1986 das Institut für Dämonologische Ästhetik in Braunschweig. Mehrere Werke von Zimmer aus der Schenkung Otto van de Loo werden in der Kunsthalle Emden ausgestellt.

## Ausstellungen (Auswahl)
- 2008: Brillantfeuerwerk, Haus der Kunst, München; Bad Painting – good art, MUMOK Wien
- 2006: Gruppe SPUR 1957–1965, Villa Stuck, München; Gruppe SPUR: Aufbrüche Manifeste Manifestationen, Schuebbe Projects, Düsseldorf
- 2004: actionbutton, Russian Museum, St. Petersburg (Russland); Das andere Ich Galerie, Marie-José van de Loo, München
- 2003: actionbutton, Hamburger Bahnhof, Berlin
- 1997: Deutschlandbilder, Martin Gropius Bau, Berlin